# Gmina Klonowa
Gmina Malanów je polská vesnická gmina v okrese Sieradz v Lodžském vojvodství. Sídlem gminy je ves Klonowa. V roce 2010 zde žilo 2 996 obyvatel.
Gmina má rozlohu 95,37 km² a zabírá 6,4% rozlohy okresu. Skládá se z 11 starostenství.

## Starostenství
Grzyb, Klonowa, Kuźnica Błońska, Kuźnica Zagrzebska, Leliwa (starostenství Leliwa I a Leliwa II), Lesiaki, Lipicze, Owieczki, Pawelce, Świątki